# Jultidningar

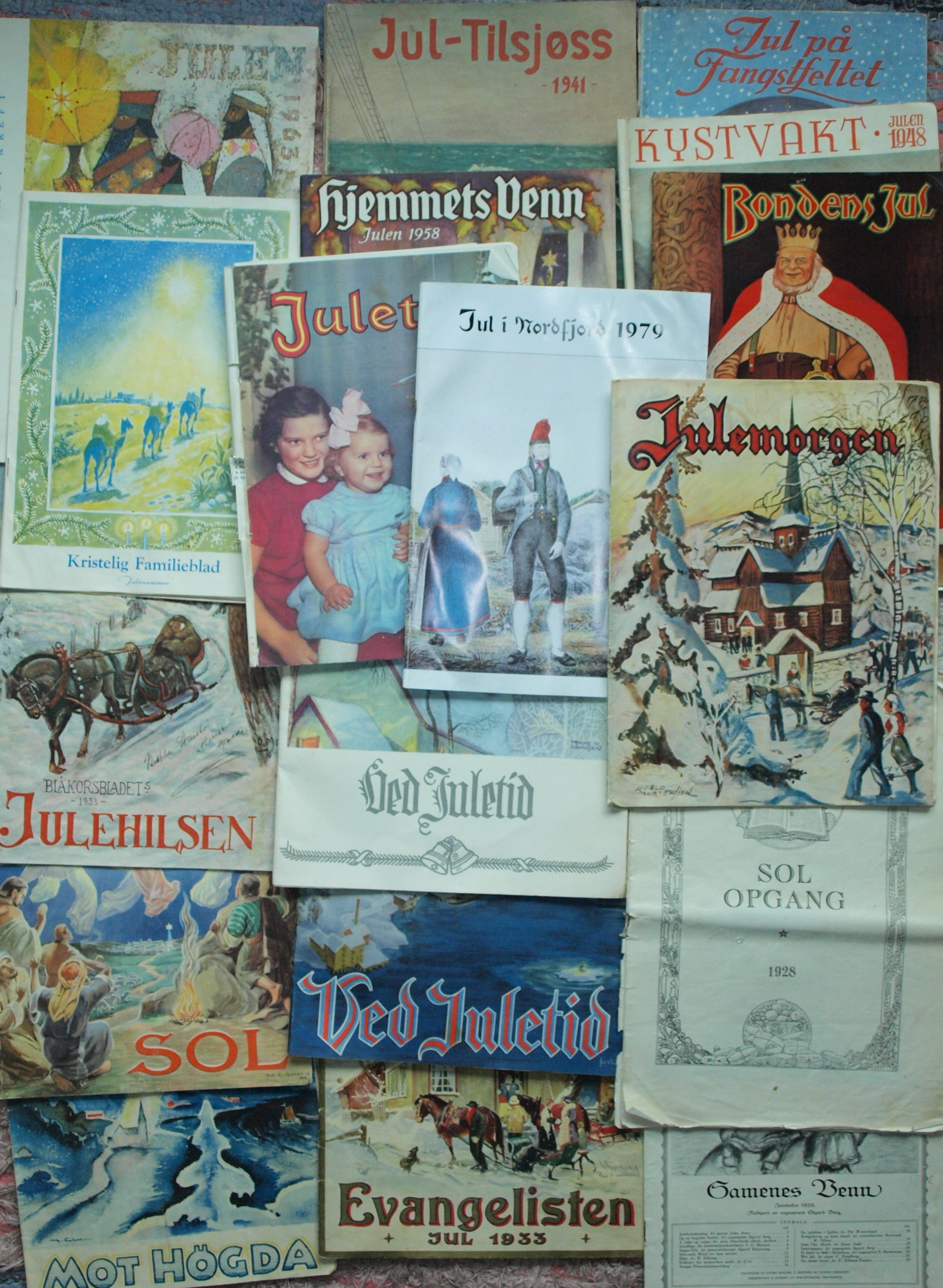
Norska juleheften.

Jultidningar är ett samlingsbegrepp för specialnummer av tidningar, magasin och seriealbum som säljs inför jul och som normalt distribueras av jultidningsförlag. 

## I Sverige
I början av 1900-talet började jultidningar med namn som Julkvällen, Julstämning och Smålänningens jul att säljas. Julstämning brukar oegentligt kallas världens äldsta jultidning. Den kom ut för första gången 1906 och blev omedelbart en succé med nära 100 000 exemplar sålda. En betydligt äldre tidning var Jultomten, som kom ut första gången 1891. Det som lockade och blev ett signum för tidningen var de fina konstplanscherna av kända konstnärer. Julstämning lever fortfarande och jubileumsnumret 2006 gavs ut i 50 000 exemplar. 
Försäljningen av jultidningar har sedermera blivit ett sätt för barn och ungdomar att tjäna extrapengar. Förlagen lockar med goda förtjänster (upp till 33 procent av priset), och olika bonusvaror där de elektroniska blivit alltmer dominerande genom åren.

### Förlagshistorik
Det äldsta aktiva jultidningsförlaget är Semic Jultidningsförlaget som är en del av Bonnierförlagen. Det grundades 1906. De fick 1973 konkurrens av Fem Förlag, ägt av Egmont Kärnan, Bonnier Carlsen och Natur & Kultur.
Ett tredje jultidningsförlag, Bra Förlag, startades 1997 av Frida Förlag, Ica-Förlaget och B. Wahlströms bokförlag.
År 2011 tillkom ett fjärde förlag;  Svenska Julförlaget, ägt av Earbooks/Frescano Group.